# Завадовка (Кировоградская область)
Завадовка (укр. Завадівка) — село в Кетрисановской сельской общине Кропивницкого района Кировоградской области Украины.
До 2020 года входило в Бобринецкий район
Население по переписи 2001 года составляло 36 человек. Почтовый индекс — 27245. Телефонный код — 5257. Занимает площадь 0,164 км². Код КОАТУУ — 3520886903.